# Gonatoraphis
Gonatoraphis es un género de arañas araneomorfas de la familia Linyphiidae. Se encuentra en Colombia.

## Lista de especies
Según The World Spider Catalog 12.0:
- Gonatoraphis aenea Millidge, 1991
- Gonatoraphis lobata Millidge, 1991
- Gonatoraphis lysistrata Miller, 2007